# Hala impigra
Hala impigra is een spinnensoort in de taxonomische indeling van de kraamwebspinnen (Pisauridae).
Het dier behoort tot het geslacht Hala. De wetenschappelijke naam van de soort werd voor het eerst geldig gepubliceerd in 1994 door Rudy Jocqué.